# Aschersleben
Aschersleben je město v Německu s přibližně 27 000 obyvateli. Nachází se v zemském okrese Salzland ve spolkové zemi Sasko-Anhaltsko 50 km jihozápadně od Magdeburgu v údolí řeky Eine. Bývá nazýváno „branou Harzu“. Městem prochází Benrátská linie.
Město je zmiňováno již v roce 753 v Codex Eberhardi a je tak nejstarším v Sasku-Anhaltsku. Ve středověku bylo známo pod latinským názvem Ascharia, což dalo název rodu Askánců. Od roku 1322 byl město majetkem biskupů z Halberstadtu.
Na břehu jezera Aschersleber See byla v roce 1935 zřízena továrna na letadla Junkers. Za druhé světové války v ní pracovali vězni koncentračního tábora Buchenwald, továrna se stala terčem četných spojeneckých náletů. Přesto je Aschersleben jedním z mála německých měst, jehož historické centrum přetrvalo válku bez větších škod. Grauer Hof je ukázkou románské architektury, z patnáctého století pochází gotický kostel Stephanikirche, zachovala se také část původních městských hradeb s věží Johannisturm. Bestenhornhaus z roku 1908 slouží k pořádání různých kulturních akcí. Na předměstích byla v době Německé demokratické republiky vybudována panelová sídliště.
Díky suchému a teplému klimatu je město známé pěstováním majoránky. Hlavním zaměstnavatelem je továrna na obráběcí stroje Schiess AG, založená v roce 1951.

## Rodáci
- Adam Olearius, cestovatel a spisovatel
- Gerd von Rundstedt, generál Wehrmachtu
- Ernst Klodwig, automobilový závodník